# خالد محمد السيف
خالد بن محمد بن علي السيف هو طبيب سعودي وعضو في مجلس الشورى السعودي منذ أن تم تعيينه بأمر ملكي في 3 ربيع الأول، 1434 هـ الموافق لـ12 يناير 2012م. ولد خالد السيف في 1 رجب، 1378هـ.

## الحياة التعليمية
تخرج خالد محمد السيف بدرجة بكالوريوس طب وجراحة الأسنان من جامعة الملك سعود في فبراير 1983م. ثم درس ماجستير تخصص في مواد طب الأسنان من جامعة إنديانا أمريكا في مايو 1989م. وفي أغسطس 1988م، تخرج السيف في جامعة إنديانا بأمريكا بالتخصص الإكلينيكي في إصلاح الأسنان.

## الحياة المهنية
- عضو مجلس الشورى اعتباراً من 3/3/1434هـ[2]
- أستاذ مشارك، جامعة الملك سعود،21/9/1429هـ. - رئيس قسم إصلاح الأسنان 1426هـ حتى الآن
- مدير برنامج الدراسات العليا للعلاج التحفظي1424هـ - 1427هـ
- مدير برنامج البورد السعودي لإصلاح الأسنان 1421هـ -1426هـ
- مدير برنامج الامتياز 1413هـ - 1415هـ
- أستاذ مساعد - قسم إصلاح الأسنان - كلية طب الأسنان
- جامعة الملك سعود1413هـ - 1429هـ
- مساعد مدير العيادات 1412هـ - 1416هـ
- محاضر بقسم اصلاح الأسنان
- كلية طب الأسنان-جامعة الملك سعود 1409هـ- 1413ه
- محاضر بقسم إصلاح الأسنان - كلية طب الأسنان-جامعة الملك سعود 1404هـ-1409هـ

## عضويات المجالس واللجان
- عضو الجمعية السعودية لطب الأسنان
- عضو الأكاديمية الأمريكية لإصلاح الأسنان[2]
- عضو الاتحاد العالمي لبحوث طب الأسنان
- عضو النادي السعودي لإصلاح الأسنان
- عضو الاتحاد الأمريكي لطب الأسنان التجميلي
- عضو لجنة تطوير المناهج - كلية طب الأسنان جامعة الملك سعود
- عضو في لجنة الإشراف الأكاديمي والعلاجي - كلية طب الأسنان جامعة الملك سعود
- عضو لجنة الدراسات العليا
- كلية طب الأسنان - جامعة الملك سعود
- عضو لجنة الامتحانات - كلية طب الأسنان - جامعة الملك سعود
- عضو في عدة لجان لمناقشة رسائل الماجستير - كلية طب الأسنان - جامعة الملك سعود
- مرشح عضو في لجنة تحديث لائحة طب الأسنان - وزارة الصحة
- عضو مجلس كلية طب الأسنان - جامعة الملك سعود
- عضو المجلس العلمي لطب الأسنان، الهيئة السعودية للتخصصات الصحية
- عضو اللجنة الدائمة للتعيينات - المجلس العلمي - جامعة الملك سعود
- مرشح مجالس أمناء الجامعات والكليات الأهلية

## المؤلفات والبحوث
- مشاعل بن حسن، خالد السيف، "درجة الالتصاق لحشوات الراتنج في حشوات الجذور، المجلة المصرية. 2011م[2]
- فاتن كامل، هند الناهض، خالد السيف، معدلات بلاء حشوات الراتنج المركبة في الأسنان الخلفية، مجلة الأزهر لطب الأسنان1994م
- ص.اكباتا، م فريد، خ السيف، اروبرت: حدوث الحفر في المناطق الشفافة إشعاعيا للأسطح الجانبية للأسنان الخلفية، مجلة أبحاث التسوس1996م
- خالد السيف: دراسة خاصية امتصاص الماء والذوبان لمواد الحشو الخزفية المعدلة عضويا، مجلة طب الأسنان المصرية 2006م
- خالد السيف: كفاءة مادتين منزلتين لتبييض الأسنان - دراسة اكلينيكيه، مجلة الأزهر لطب الأسنان، 2006م
- خالد السيف/ منصور العسيري، حصة الجريد: التلوث الميكروبي في أنظمة المياه لوحدات الأسنان في السعودية؟، مقبولة للنشر، المجلة السعودية لطب الأسنان،2007م
- خالد السيف: تأثير إشعاعات جاما العلاجية على خاصية الصلابة الدقيقة والتركيب البنائي لمواد الراتنج المستخدمة في حشو الأسنان، مقبولة للنشر، مجلة باكستان للفم والأسنان،2000م
- خالد السيف تأثير الشكل الحفافي على انطباق مادتين من الترميمات الراتيجينية تقييم التسرب النانو، مقبولة للنشر، مجلة طب الأسنان المصرية، 2007م
- خالد السيف، ادرن كريستن: الجراحة التحفظية كما أتصورها، مجلة جمعية أطباء أسنان الاباما، 1989م
- خالد السيف، المعالجة الإكلينيكية لنقص اللعاب، المجلة السعودية لطب الأسنان، 1991م
- خالد السيف، علاج تسوس عنق السن باستخدام الحشوات المزدوجة، المجلة السعودية لطب الأسنان 1992م
- خالد السيف، معالجة مكان حشوات الأسنان بمادة الفلورايد، المجلة السعودية لطب الأسنان، 1991م
- خالد السيف، ما الذي يجب أن يعرفه المريض عن فرشة الأسنان والخيط السني، المجلة السعودية لطب الأسنان 1992م

## ندوات ومؤتمرات
- مؤتمر الأكاديمية الأمريكية لطب الأسنان التجميلي، سان ديغو - أمريكا 28-30 يوليو 2011م[2]
- مؤتمر الأكاديمية الأمريكية لطب الأسنان التجميلي، هاواي أمريكا 3-6 أغسطس 2010م
- المؤتمر السعودي السابع لطب الأسنان الذي عقد في مركز المعارض بالرياض 29-31 يناير 2010م
- المؤتمر الأوربي لإصلاح وتجميل الأسنان، اشبيليا، اسبانيا 12-14 مارس 2009م
- المؤتمر السعودي السابع لطب الأسنان الذي عقد في مركز الملك فهد الثقافي بالرياض 18-21 يناير 2009م
- الاجتماع العلمي السنوي للجمعية السعودية لطب الأسنان الذي عقد في فندق الرياض انتركونتنتال في 29-31 يناير 2006م
- الاجتماع العلمي السنوي للجمعية السعودية لطب الأسنان الذي عقد في فندق الرياض انتركونتنتال في 10-13 يناير 2005م
- الاجتماع العلمي لبحوث طب الأسنان الذي عقد في منتريال - كندا 18-22 أغسطس 2005م
- مؤتمر الأكاديمية الأمريكية لإصلاح الأسنان الذي عقد في شيكاغو - أمريكا، فبراير 1999م
- ندوة «إصلاح الأسنان التالفة نظرة للنجاح» التابعة للجمعية السعودية لطب الأسنان المعقودة في فندق المنهل هوليداي إن، 27 أكتوبر 2002م
- ندوة «مفاهيم جديدة في إصلاح الأسنان» التابعة للزمالة السعودية لإصلاح الأسنان المقامة في الحي الدبلوماسي، الرياض 25/4/2001م

## وصلات خارجية
- موقع مجلس الشورى السعودي الرسمي.
- معرض صور مجلس الشورى السعودي.